# Nowābād
Nowābād (persiska: تواباد, توبَ, تُ اَبَد, نو آباد, Tūābād) är en ort i Iran.   Den ligger i provinsen Qazvin, i den nordvästra delen av landet, 180 km väster om huvudstaden Teheran. Nowābād ligger 1 911 meter över havet och antalet invånare är 509.
Terrängen runt Nowābād är kuperad västerut, men österut är den platt.Runt Nowābād är det ganska tätbefolkat, med 108 invånare per kvadratkilometer. Närmaste större samhälle är Kolanjīn, 3,7 km norr om Nowābād. Trakten runt Nowābād består i huvudsak av gräsmarker.